# Huis van Viviane
Het huis van Viviane (Frans: hôtié de Viviane) is een megalithisch bouwwerk. Dit bouwwerk zou het huis van de fee Viviane (Vrouwe van het Meer) uit de Arthursage zijn. Het bouwwerk stond in vroeger tijden bekend als tombe van de druïde.
Het huis van Viviane ligt ten westen van Rennes in la forêt de Brocéliande, gelegen in het departement Ille-et-Vilaine. Tegenwoordig wordt dit aangeduid als het bos van Paimpont. Het huis van Viviane ligt boven de vallei van geen terugkeer (val sans retour). 
De dekstenen zijn verdwenen, er staan nog twaalf draagstenen van leisteen. Het bouwwerk is 2,90 meter lang en 1,60 meter breed. Rond het bouwwerk zijn leistenen in de grond aangebracht met een omtrek van 15 meter. Er werd een bijl uit de steentijd, gemaakt van doleriet, gevonden. Ook werden slijpstenen, vuurstenen en scherven keramiek uit het neolithicum gevonden.

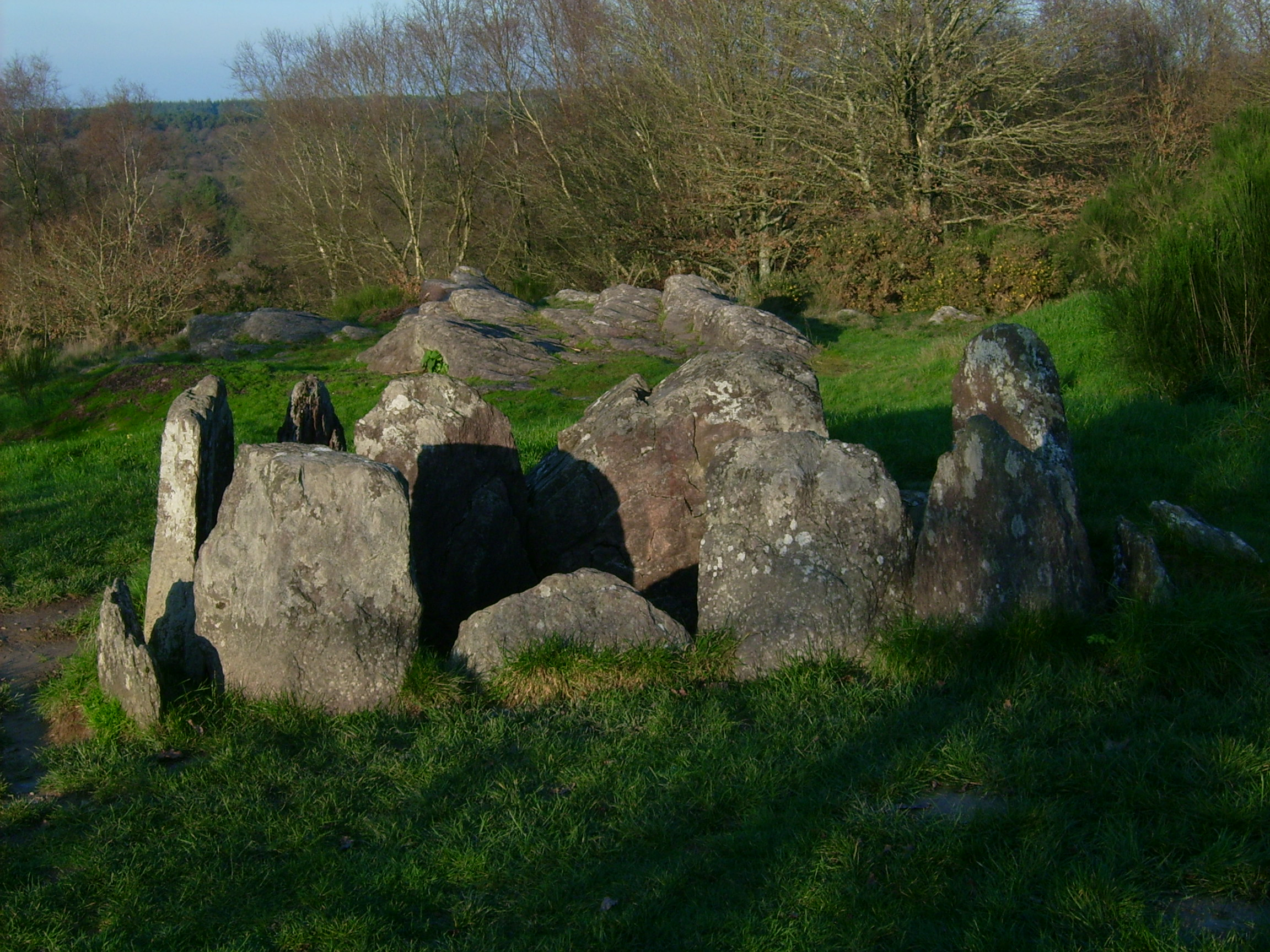
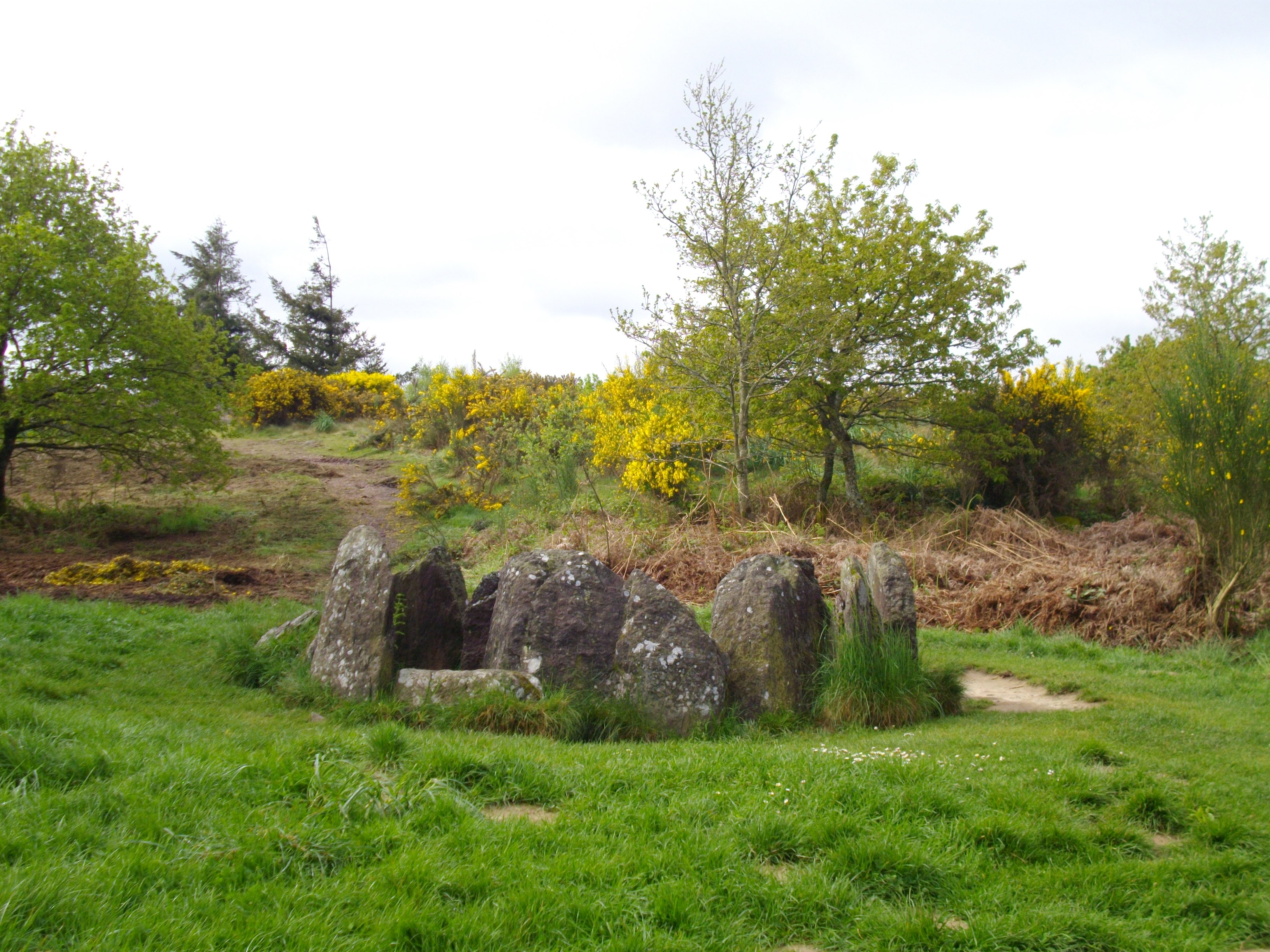
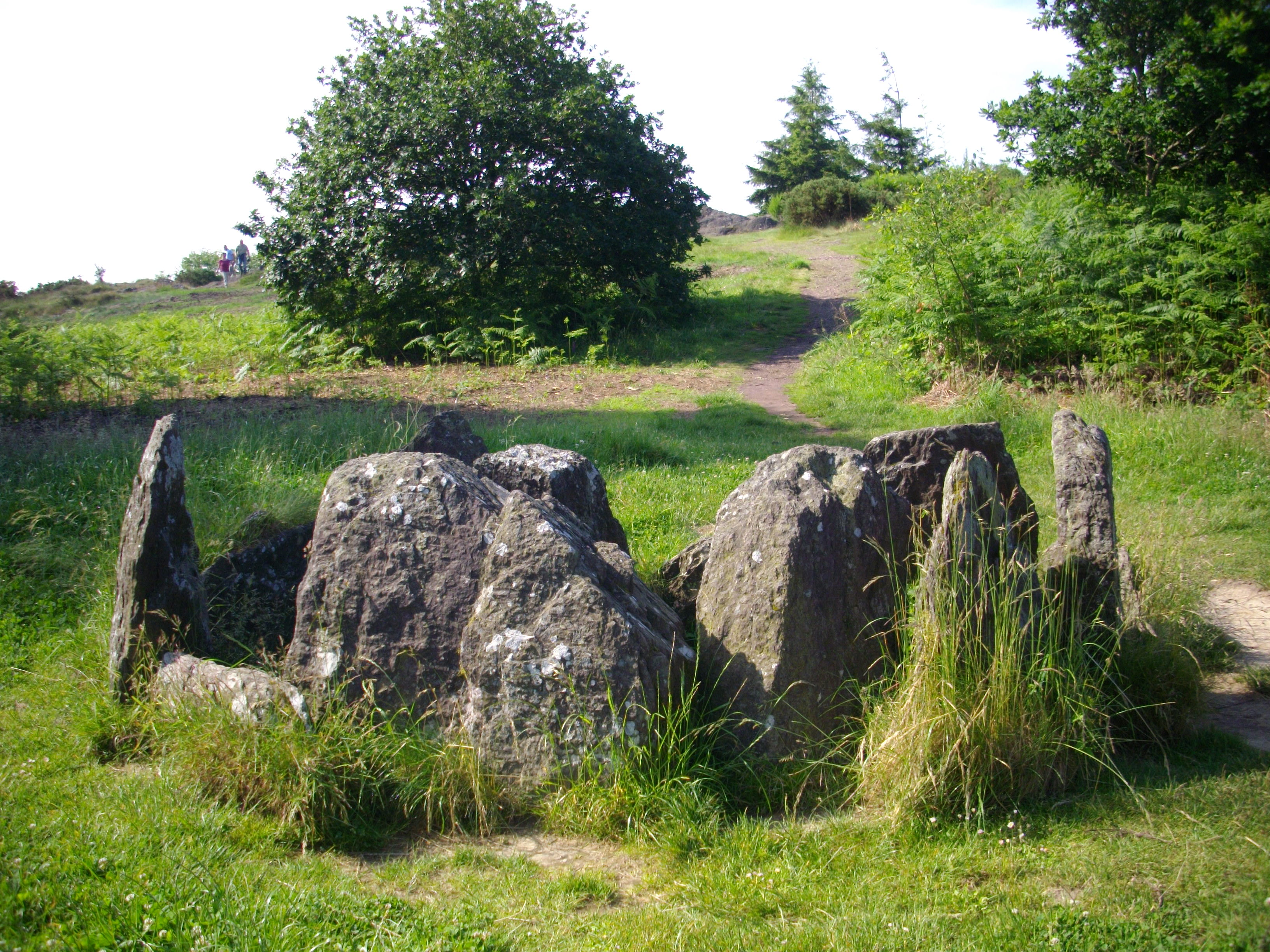
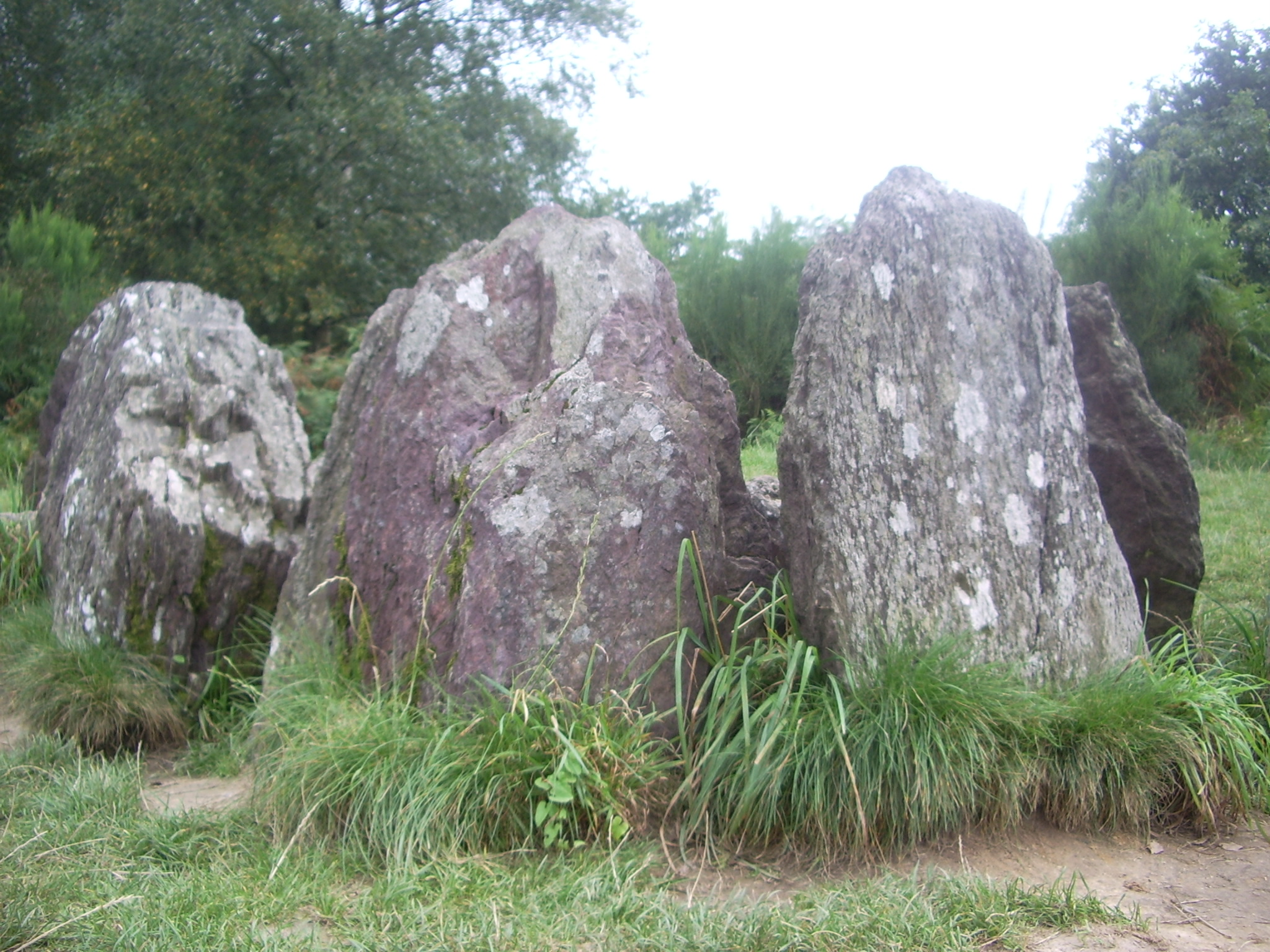

Tussen 1982 en 1985 is wetenschappelijk onderzoek verricht op verschillende megalithische bouwwerken in de omgeving. Nabij het huis van Viviane liggen meerdere megalithische bouwwerken, zoals het graf van de reus en het graf van Merlijn.